# Sherzod Karimov
Sherzod Karimov (Zarafshan, 26 gennaio 1989) è un ex calciatore uzbeko, di ruolo centrocampista.

## Carriera

### Club
Ha giocato nella massima serie dei campionati uzbeko e cinese.

### Nazionale
Ha partecipato ai Mondiali Under-20 del 2009. Tra il 2009 ed il 2016 ha giocato 5 partite con la nazionale maggiore.

## Palmarès

### Club

#### Competizioni nazionali
- Coppa dell'Uzbekistan: 2

Paxtakor: 2009, 2011
- Campionato uzbeko: 4

Paxtakor: 2012, 2014, 2015
Lokomotiv Tashkent: 2018